# 히에이 (코르벳)
히에이(比叡)는 1870년대에 제작된 일본 제국 해군의 곤고형 코르벳 2번함이다. 당시 일본에서는 철골 구조의 전함을 자체 제작을 할 수 없었기 때문에 영국에서 제작되었다. 이 함은 선체가 철골 구조에 나무를 덧대어 만들었다. 이후에 3등해방함으로 분류되었고, 1887년에 연습함으로 이용되어, 지중해와 주변 태평양의 나라들의 해역까지 연습 순항을 했다. 돌아와서는 현역함으로 1894년부터 청일 전쟁에 투입되었으며, 황해 해전 중 대파되었다. 이 함은 또한 웨이하이 전투, 그리고 1895년 타이완 침공에도 투입되었다. 전후 다시 연습함으로 임무를 시작하다가 1904년 러일 전쟁에서는 사소한 업무를 처리하는데 투입되었다. 1906년에는 측량함으로 분류되었고, 1912년에 매각되어 해체되었다.
이름은 시가현의 히에이 산의 이름을 따서 명명되었다.

## 개요
1874년 일본의 짧은 타이완 점령기 동안, 청나라와 일본 사이의 긴장이 고조되고 있었고, 전쟁이 발발할 가능성은 일본 정부로 하여금 해군력을 증강할 필요를 가지게 했다. 다음 해 일본 정부는 장갑프리깃함 후소와 2대의 곤고형 함선을 주문하였다. 이후 조선 총감독이 된 에드워드 제임스 리드가 설계를 하였고, 영국 펨브로크의 ‘밀퍼드 헤이븐 조선소’(Milford Haven Shipbuilding & Engineering Co.)에서 기공되었다. 당시 일본 내에서는 그 크기의 배를 제작할 기술을 갖추지 못했다. 1978년 일본으로 건너와 5월 22일에 요코하마에 도착했다. 청일 전쟁, 러일 전쟁에 종군한 후 측량 임무에 투입되어 일본 근해의 수로 측량 업무를 담당했다. 1911년에 퇴역하여, 이듬해에 매각되어 해체되었다.

## 연표
- 1878년 5월 11일 3등함 분류
- 1880년 4월 - 8월 인도, 페르시아, 동남아 순방
- 1882년 임오군란 때 조선 수역 경계
- 1889년 8월 - 1890년 2월 사관학교 생도의 지중해 방면 원양 항해를 수행 (이후 1902년 정도까지 6회 원양 항해를 수행)
- 1890년 8월 23일 제1종으로 분류
- 1890년 10월 - 1891년 5월 터키 군함 에루투루루 호 생존자 송환과 원양 항해로 요함 ‘곤고’와 함께 콘스탄티노플 방문
- 1894년 - 1895년 청일 전쟁에 종군하여 다롄, 뤼순, 웨이하이웨이 공략 작전 등에 투입, 황해 해전으로 대파
- 1898년 3월 21일 3등 해방함으로 분류
- 1904년 - 1905년 러일 전쟁 종군 마이즈루, 여순항 경계를 담당
- 1907년 측량 임무에 투입되어 1908년까지 관련 임무를 수행
- 1911년 4월 1일 퇴역
- 1912년 매각되어 훗날 해체